# دپارتمان شاعران رنج‌کشیده
دپارتمان شاعرانِ رنج‌کشیده یا بخش شعرای شکنجه‌شده (انگلیسی: The Tortured Poets Department) یازدهمین آلبوم استودیویی خواننده-ترانه‌سرای آمریکایی تیلور سوئیفت است. این آلبوم در ۱۹ آوریل ۲۰۲۴ از طریق ریپابلیک رکوردز منتشر شد. دپارتمان شاعران رنج‌کشیده آلبوم دوگانه‌ای بود که نسخهٔ دوم با عنوان فرعی گلچین (انگلیسی: The Anthology) به‌صورت غافلگیرانه دو ساعت پس از نسخهٔ استاندارد منتشر شد.
سوئیفت نگارش این آلبوم را بلافاصله پس از تکمیل دهمین آلبوم استودیویی‌اش نیمه‌شب‌ها (۲۰۲۲) آغاز کرد و طی برگزاری تور دوره‌ها (۲۰۲۳–۲۰۲۴)، به آن ادامه داد. او دپارتمان شاعران رنج‌کشیده را آلبوم حیاتی خود و حاصل ترانه‌سرایی الزام‌آور توصیف کرد و آن را در میانهٔ شهرت افزایش‌یافته و موشکافی رسانه‌ها شکل داد. این آلبوم نگرشی دربارهٔ زندگی عمومی و شخصی سوئیفت است و آمیزه‌ای از مضامین غم و اندوه، خویشتن‌آگاهی، توهم، خشم، سوگواری و شوخ‌طبعی را شرح می‌دهد. این آلبوم که جک آنتونوف و آرون دسنر تهیه‌کنندگان آن بودند، اثری در گونهٔ سینث-پاپ مینیمالیست، چیمبر پاپ و فولک پاپ است که با سبک‌های راک و کانتری آراسته شده است. آهنگسازی تا حد زیادی با تندای متوسط است که با سینث‌سایزرها و ماشین‌های درام در کنار پیانو و گیتار هدایت می‌شود.
دپارتمان شاعران رنج‌کشیده رکوردهای مختلف فروش و استریم را شکست. این آلبوم بیشترین استریم یک‌روزه را در پلتفرم پخش موسیقی اسپاتیفای به‌دست آورد و در نواحی اروپا، آسیا-اقیانوسیه و آمریکا در صدر جدول فروش قرار گرفت و رکوردهای جدول استرالیا، کانادا، آلمان و بریتانیا را شکست. در ایالات متحده، این آلبوم با فروش ۲٫۶ میلیون واحد معادل در هفته نخست که ۱٫۹ میلیون آن فروش خالص بود، در صدر جدول بیلبورد ۲۰۰ قرار گرفت. قطعه‌های آن سوئیفت را به نخستین هنرمندی تبدیل کرد که ۱۴ جایگاه نخست بیلبورد هات ۱۰۰ را به خود اختصاص داد و تک‌آهنگ آغازین آن، «چهارده شب» در صدر این جدول قرار گرفت.
دپارتمان شاعران رنج‌کشیده منتقدان را دو دسته کرد؛ بیشتر نقدها مثبت بودند و سبک ترانه‌سرایی سوئیفت را بابت برون‌ریزی احساسات و ایجاد طنین هیجانی و شوخ‌طبعی ستودند، در حالی که دیگر نقدها آن را بیش از حد طولانی و فاقد مفاهیم عمیق عنوان کردند. روزنامه‌نگاران بازخورد متفاوت به آلبوم را به آوازهٔ سوئیفت نسبت دادند که باعث شد برخی از نقدها به‌جای ارزشیابی هنری، به شایعات بی‌اساس و جَوسازی اولویت دهند. تعدادی از ارزیابی‌های بعدی از ظرافت در موسیق و اشعار که پس از گوش دادن بیشتر به آن پدیدار شد، قدردانی کردند. سوئیفت قطعه‌هایی از آلبوم را در اجراهای تور دوره‌ها گنجاند.

## زمینه و مفهوم‌آفرینی
تیلور سوئیفت دهمین آلبوم استودیویی خود با نام نیمه‌شب‌ها را در اکتبر ۲۰۲۲ منتشر کرد و به موفقیت تجاری و هنری گسترده‌ای رسید. او همچنین در سال ۲۰۲۳ آلبوم‌های مجدداً ضبط‌شدهٔ حالا صحبت کن (نسخه تیلور) و ۱۹۸۹ (نسخه تیلور) را به عنوان فرایندی از پروژهٔ ضبط مجدد خود منتشر کرد. نیمه‌شب‌ها در شصت و ششمین مراسم جوایز گرمی که در ۴ فوریهٔ ۲۰۲۴ برگزار شد، نامزد شش جایزه شده بود.

سوئیفت انتشار آلبومی را با تغییر تصویر پروفایلش در رسانه‌های اجتماعی به نسخهٔ سیاه و سفیدِ طرح از پیش موجودِ آلبوم نیمه‌شب‌ها اعلام کرد؛ طرفدارانش پیش‌بینی کردند که سوئیفت در حال آماده‌سازی اعتبار (نسخهٔ تیلور) (ضبط مجدد در دست تهیهٔ آلبوم استودیویی سال ۲۰۱۷ سوئیفت، اعتبار) بود. وبگاه رسمی سوئیفت از کار افتاد و با کد وضعیت HTTP ۳۲۱ (که از لحاظ علمی وجود ندارد) و همچنین با کد خطای «hneriergrd» (که طرفداران آن را نوعی واروواژه با شکل املایی «red herring» رمزگشایی کردند) جایگزین شد. سوئیفت در رویداد گرمی حضور یافت و برای نیمه‌شب‌ها برندهٔ جایزه گرمی بهترین آلبوم آواز پاپ و آلبوم سال شد. در سخنرانی دریافت جایزهٔ بهترین آلبوم آواز پاپ، او آلبوم استودیویی جدیدی به‌نام دپارتمان شاعران رنج‌کشیده را اعلام و تاریخ انتشارش را برای ۱۹ آوریل ۲۰۲۴ اعلام کرد. او همچنین گفت که به مدت دو سال این آلبوم را مخفی نگه داشته است. طرح روی جلد آلبوم به همراه عکسی از یادداشتی دست‌نوشته در حساب‌های رسانه‌های اجتماعی او بارگذاری شد:
و بدین گونه شواهدم را ارائه می‌کنم / نشان سلطنتی مخدوشم / منبع الهاماتم که مانند کبودی‌ها به‌دست آمد / طلسم‌ها و سِحرهایم / صدای تیک تیک تیک بمب عشق / رگ‌هایم که با جوهر کاملاً سیاه پر شده‌اند / در عشق و شاعرانگی هر کاری مجاز است…

با احترام، رئیس هیئت دپارتمان شاعران رنج‌کشیده.
سوئیفت دپارتمان شاعران رنج‌کشیده را آلبومی حیاتی توصیف کرد؛ آلبومی که ساخت آن «واقعاً لازم» بود. او بلافاصله پس از فرستادن نیمه‌شب‌ها به شرکت ناشر خود، ریپابلیک رکوردز، شروع به شکل‌دادن مفهوم این آلبوم کرد و مخفیانه به کار روی آن در سراسر کنسرت‌های ایالات متحده از تور دوره‌ها در سال ۲۰۲۳ ادامه داد. به گفتهٔ سوئیفت، ساخت این آلبوم نقش جدایی‌ناپذیر ترانه‌سرایی در زندگی‌اش را به او ثابت کرد. او اظهار داشت: «در مقایسه با شاعران رنج‌کشیده، هرگز آلبومی نداشتم که در آن احتیاج به ترانه‌سرایی داشته باشم.»

## ترویج و پخش
این آلبوم بلافاصله پس از اعلامیهٔ سوئیفت برای پیش‌سفارش در دسترس قرار گرفت. روز بعد از اعلامیه در ۶ فوریه ۲۰۲۴، سوئیفت فهرست قطعات نسخهٔ استاندارد آلبوم را در حساب‌های رسانه‌های اجتماعی‌اش اعلام کرد. او در ترانهٔ «دو هفته» با رپر آمریکایی پست مالون و در ترانهٔ «فلوریدا!!!» با گروه موسیقی ایندی راک انگلیسی فلورنس اند د مشین همکاری داشت.
این آلبوم در ۱۹ آوریل ۲۰۲۴ در طول ماه شعر ملی منتشر شد. یک نسخهٔ آلبوم دوگانه، با عنوان فرعی آنتولوژی و حاوی ۱۵ قطعهٔ دیگر، دو ساعت بعد در همان روز به صورت غافلگیرکننده منتشر شد. نسخه‌های فیزیکی آلبوم شامل شعری اثر خواننده-ترانه‌سرای آمریکایی استیوی نیکس بود.
نسخهٔ استاندارد آلبوم به‌طور کامل در ۱۷ آوریل ۲۰۲۴، دو روز پیش از انتشار رسمی به‌صورت غیرقانونی پخش شد. بعد از این رخداد، عبارت «Taylor Swift leak» به‌طور موقت از جستجو در پلتفرم رسانه اجتماعی ایکس (توئیتر سابق) منع شد.
در ۱۸ آوریل، سوئیفت «چهارده شب» را به‌عنوان تک‌آهنگ آغازین معرفی کرد که همراه با آلبوم منتشر شد. بعداً در همان روز، سوئیفت تیزری برای موزیک ویدیوی همراه با «چهارده شب» منتشر کرد که قرار است در روز انتشار آلبوم منتشر شود. به‌دنبال چندین پیام پنهانی مانند شمارش معکوس در صفحه اینستاگرام سوئیفت که به عدد "۲" اشاره می‌کردند، نسخهٔ گلچین دو ساعت پس از نسخهٔ استاندارد منتشر شد. یونیورسال میوزیک «می‌توانم با قلبی شکسته انجامش دهم» را در ۲ ژوئیه برای رادیو ایتالیا منتشر کرد.

## بازخورد انتقادی
| بررسی جمعی      | بررسی جمعی |
| منبع            | رتبه‌بندی   |
| --------------- | ---------- |
| انی‌دیسنت‌میوزیک؟ | ۷٫۵/۱۰     |
| متاکریتیک       | ۷۶/۱۰۰     |
| بررسی انتقادی   |            |
| منبع            | رتبه‌بندی   |
| آل‌میوزیک        | [ ۲۵ ]     |
| کلش             | ۸/۱۰       |
| دیلی تلگراف     | [ ب ]      |
| گاردین          | [ ۲۸ ]     |
| ایندیپندنت      | [ ۲۹ ]     |
| ان‌ام‌ئی          | [ ۳۰ ]     |
| پیچفورک         | ۶٫۶/۱۰     |
| رولینگ استون    | [ ت ]      |
| اسلنت مگزین     | [ ۳۴ ]     |
| تایمز           | [ ۳۵ ]     |

دپارتمان شاعران رنج‌کشیده در وبگاه نقد و بررسی متاکریتیک که نمره‌بندی میانگین برآمده از نشریات معتبر را به آلبوم اختصاص می‌دهد، بر اساس نظر ۲۴ منتقد نمرهٔ ۷۶ از ۱۰۰ را کسب کرد که نشان‌دهندهٔ «نقدهای عموماً مطلوب» است. بخش دوم این آلبوم، آنتولوژی، از طرف ۶ منتقد نمرهٔ ۶۹ گرفت. نشریات با توجه به ارزیابی‌هایشان، نظر اکثریت منتقدان را مختلط تا مثبت عنوان کردند.
شماری از منتقدان مانند ایندیپندنت، د آرتس دسک، تایمز و کیو این آلبوم را یکی از قوی‌ترین آثار سوئیفت نامیدند و از ترکیب موسیقایی، سبک آواز و لحن اشعار آلبوم که از نظرشان خوش‌ذوق و جاه‌طلبانه بود تعریف و تمجید کردند. برخی از منتقدان مانند ورایتی و آبزرور، این آلبوم را بهترین نمونه در آثار سوئیفت عنوان کردند.
ترانه‌سرایی پر از جزئیات سوئیفت غالباً مورد تحسین منتقدان قرار گرفت؛ لاین آو بست فیت این آلبوم را منسجم‌ترین کارِ سوئیفت تا به امروز نامید و موسیقی را پیچیده و اشعار را نمادین توصیف کرد. فایننشال تایمز این آلبوم را تکامل سبک برای سوئیفت عنوان کرد و سبک نویسندگی را تحول بسیار جذاب ملودرام توصیف کرد. گاردین عقیده داشت که این آلبوم دارای اشعار شوخ و پرکنایه از سوئیفت است و انتخاب‌های موسیقایی ظریفی دارد که نشان می‌دهد سوئیفت «مایل است در دورهٔ ریسک‌گریز برای پاپ ریسک کند». پیچفورک در بررسی دقیق‌تری به‌منظور شایستگی اشعار آلبوم، خاطرنشان کرد که ترانه‌فاقد «سلسله‌مراتب» هستند، و این سبک ترانه‌سرایی «نمی‌تواند حقیقت عاطفی جامع را حاصل کند، به جای اینکه برانگیزد، تمایل به سرکوب دارد.»
حال و هوای پر فراز و نشیب و هیجان مهار نشده در اشعار نیز با ستایش همراه بود. بیلبورد و اسپاتنیک‌میوزیک این آلبوم را اثری با تکیه بر احساسات شدید و بی‌پرده عنوان کردند،در حالی که کلش آن را «تصویری مسحورکننده، سمی و آشفته» از عقلانیت رو به زوال توصیف کرد. ان‌پی‌آر عقیده داشت که دپارتمان شاعران رنج‌کشیده نشان‌گر آزادی تازه‌یافتهٔ سوئیفت است که با «عدم نگرانی در مورد اینکه آیا این ترانه‌ها برای کسی جز از خودش صحبت می‌کنند و می‌پردازد یا نه» نشان داده شده است. راب شیفیلد از رولینگ استون این آلبوم را پروژه‌ای «بسیار جاه‌طلبانه و با هرج و مرج شکوهمندانه» برای سوئیفت توصیف کرد. ورایتی آن را آلبومی «جسورانه و میخکوب‌کننده» نامید که «زیرکی و تخلیه هیجانی» را تلفیق می‌کند. کانسیکوئنس آن را بی‌اهمیت نشان داد، و این سبک از اشعار را در بعضی مواقع آزاردهنده و «کاملاً نامأنوس» می‌دانست، و احساس می‌کرد که این آلبوم تلاشی برای تقلید از کارهای خود است تا نمایشی از ذکاوت ترانه‌سرایی سوئیفت.
چند منتقد بر این باورد بودند که همکاری سوئیفت و آنتونوف در دپارتمان شاعران رنج‌کشیده منجر به ایجاد صدایی همانند آثار مشترک آن‌ها در گذشته شد، بنابراین غیرخلاقانه به نظر می‌رسید.
روزنامه‌نگاران و ستون‌نویسان مختلف، استقبال انتقادی از آلبوم را مورد بررسی و راستی‌آزمایی قرار دادند. نشریات دپارتمان شاعران رنج‌کشیده را آلبومی توصیف کردند که منتقدان عقاید گوناگونی دربارهٔ آن داشته‌اند.

## عملکرد تجاری
در ۱۸ آوریل، یک روز پیش از انتشار آلبوم، اسپاتیفای اعلام کرد که دپارتمان شاعران رنج‌کشیده رکورد بیشترین پیش‌ذخیرهٔ آلبوم در تاریخ این پلتفرم را شکست. سپس اعلام شد که این آلبوم در کمتر از ۱۲ ساعت پس از انتشار به استریم‌شده‌ترین آلبوم سال ۲۰۲۴ در یک روز تبدیل شد. ورایتی گزارش داد دپارتمان شاعران رنج‌کشیده نخستین آلبوم در تاریخ اسپاتیفای است که در روز نخست خود از ۲۰۰ میلیون استریم فراتر رفته است؛ بنابراین رکورد بیشترین استریم در یک روز را که پیش‌تر از آنِ نیمه‌شب‌های خود سوئیفت بود، شکست. این آلبوم همچنین کمتر از ۱۲ ساعت به استریم‌شده‌ترین آلبوم در یک روز در پلتفرم آمازون میوزیک تبدیل شد و از نیمه‌شب‌ها پیشی گرفت و به استریم‌شده‌ترین آلبوم پاپ در یک روز در اپل میوزیک تبدیل شد. تارگت تأیید کرد که دپارتمان شاعران رنج‌کشیده «بزرگ‌ترین پیش‌سفارش موسیقی در تاریخ» را داشته است.

## فهرست قطعات
| فهرست قطعات نسخهٔ استاندارد دپارتمان شاعران رنج‌کشیده | فهرست قطعات نسخهٔ استاندارد دپارتمان شاعران رنج‌کشیده | فهرست قطعات نسخهٔ استاندارد دپارتمان شاعران رنج‌کشیده | فهرست قطعات نسخهٔ استاندارد دپارتمان شاعران رنج‌کشیده | فهرست قطعات نسخهٔ استاندارد دپارتمان شاعران رنج‌کشیده |
| شماره                                               | نام                                                 | نویسنده(ها)                                         | تهیه‌کننده(ها)                                       | مدت                                                 |
| --------------------------------------------------- | --------------------------------------------------- | --------------------------------------------------- | --------------------------------------------------- | --------------------------------------------------- |
| ۱.                                                  | «چهارده شب» (با حضور پست مالون)                     | تیلور سوئیفت جک آنتونوف پست مالون                   | سوئیفت آنتونوف لوئیس بل [a]                         | ۳:۴۸                                                |
| ۲.                                                  | «دپارتمان شاعران رنج‌کشیده»                          | سوئیفت آنتونوف                                      | سوئیفت آنتونوف                                      | ۴:۵۳                                                |
| ۳.                                                  | «دوست‌پسرم فقط اسباب‌بازی‌های مورد علاقه‌اش را می‌شکند»  | سوئیفت                                              | سوئیفت آنتونوف                                      | ۳:۲۳                                                |
| ۴.                                                  | «شیفتگی شدید»                                       | سوئیفت آنتونوف                                      | سوئیفت آنتونوف                                      | ۴:۲۱                                                |
| ۵.                                                  | «بدرود، لندن»                                       | سوئیفت آرون دسنر                                    | سوئیفت دسنر                                         | ۴:۲۲                                                |
| ۶.                                                  | «اما بابا من عاشقشم»                                | سوئیفت دسنر                                         | سوئیفت دسنر آنتونوف                                 | ۵:۴۰                                                |
| ۷.                                                  | «آزادی تازه از زندان»                               | سوئیفت آنتونوف                                      | سوئیفت آنتونوف                                      | ۳:۳۰                                                |
| ۸.                                                  | «فلوریدا!!!» (با حضور فلورنس اند د مشین)            | سوئیفت فلورنس ولچ                                   | سوئیفت آنتونوف                                      | ۳:۳۵                                                |
| ۹.                                                  | «بی‌شک گناه‌کار؟»                                     | سوئیفت آنتونوف                                      | سوئیفت آنتونوف                                      | ۴:۱۴                                                |
| ۱۰.                                                 | «چه کسی از من حقیر می‌ترسد؟»                         | سوئیفت                                              | سوئیفت آنتونوف                                      | ۵:۳۴                                                |
| ۱۱.                                                 | «می‌توانم آدمش کنم (نه واقعاً می تونم)»               | سوئیفت آنتونوف                                      | سوئیفت آنتونوف                                      | ۲:۳۶                                                |
| ۱۲.                                                 | «عشق زندگی من»                                      | سوئیفت دسنر                                         | سوئیفت دسنر                                         | ۴:۳۷                                                |
| ۱۳.                                                 | «می‌توانم با قلبی شکسته انجامش دهم»                  | سوئیفت آنتونوف                                      | سوئیفت آنتونوف                                      | ۳:۳۸                                                |
| ۱۴.                                                 | «حقیرترین مردی که تا به حال زندگی کرد»              | سوئیفت دسنر                                         | سوئیفت دسنر                                         | ۴:۰۵                                                |
| ۱۵.                                                 | «کیمیاگری»                                          | سوئیفت آنتونوف                                      | سوئیفت آنتونوف                                      | ۳:۱۶                                                |
| ۱۶.                                                 | «کلارا بو»                                          | سوئیفت دسنر                                         | سوئیفت دسنر                                         | ۳:۳۶                                                |
| مجموع مدت:                                          | مجموع مدت:                                          | مجموع مدت:                                          | مجموع مدت:                                          | ۶۵:۰۸                                               |

| دپارتمان شاعران رنج‌کشیده: آنتولوژی | دپارتمان شاعران رنج‌کشیده: آنتولوژی | دپارتمان شاعران رنج‌کشیده: آنتولوژی | دپارتمان شاعران رنج‌کشیده: آنتولوژی | دپارتمان شاعران رنج‌کشیده: آنتولوژی |
| شماره                              | نام                                | نویسنده(ها)                        | تهیه‌کننده‌ها(s)                     | مدت                                |
| ---------------------------------- | ---------------------------------- | ---------------------------------- | ---------------------------------- | ---------------------------------- |
| ۱۷.                                | «سگ سیاه»                          | سوئیفت                             | سوئیفت آنتونوف                     | ۳:۵۸                               |
| ۱۸.                                | «قصددارم‌برت‌گردونم»                 | سوئیفت آنتونوف                     | سوئیفت آنتونوف                     | ۳:۴۲                               |
| ۱۹.                                | «آلباتروس»                         | سوئیفت دسنر                        | سوئیفت دسنر                        | ۳:۰۳                               |
| ۲۰.                                | «کلویی یا سم یا سوفیا یا مارکوس»   | سوئیفت دسنر                        | سوئیفت آنتونوف                     | ۳:۳۳                               |
| ۲۱.                                | «چگونه به پایان رسید؟»             | سوئیفت دسنر                        | سوئیفت دسنر                        | ۳:۵۸                               |
| ۲۲.                                | «خیلی دبیرستانی»                   | سوئیفت دسنر                        | سوئیفت دسنر                        | ۳:۴۸                               |
| ۲۳.                                | «اینجا از آن متنفرم»               | سوئیفت دسنر                        | سوئیفت دسنر                        | ۴:۰۳                               |
| ۲۴.                                | «ممنون ایمی»                       | سوئیفت دسنر                        | سوئیفت دسنر آنتونوف                | ۴:۲۳                               |
| ۲۵.                                | «در پنجره‌های مردم نگاه می‌کنم»      | سوئیفت آنتونوف پاتریک              | سوئیفت آنتونوف برگر                | ۲:۱۱                               |
| ۲۶.                                | «پیش‌گویی»                          | سوئیفت دسنر                        | سوئیفت دسنر                        | ۴:۰۹                               |
| ۲۷.                                | «کاساندرا»                         | سوئیفت دسنر                        | سوئیفت دسنر                        | ۴:۰۰                               |
| ۲۸.                                | «پیتر»                             | سوئیفت                             | سوئیفت دسنر                        | ۴:۴۳                               |
| ۲۹.                                | «بولتر»                            | سوئیفت دسنر                        | سوئیفت دسنر                        | ۳:۵۸                               |
| ۳۰.                                | «رابین»                            | سوئیفت دسنر                        | سوئیفت دسنر                        | ۴:۰۰                               |
| ۳۱.                                | «پیش‌نویس»                          | سوئیفت                             | سوئیفت دسنر                        | ۳:۴۴                               |
| مجموع مدت:                         | مجموع مدت:                         | مجموع مدت:                         | مجموع مدت:                         | ۱۲۲:۲۱                             |

| نسخهٔ سگ سیاه | نسخهٔ سگ سیاه | نسخهٔ سگ سیاه | نسخهٔ سگ سیاه   | نسخهٔ سگ سیاه |
| شماره        | نام          | نویسنده(ها)  | تهیه‌کننده(ها)  | مدت          |
| ------------ | ------------ | ------------ | -------------- | ------------ |
| ۱۷.          | «سگ سیاه»    | سوئیفت       | سوئیفت آنتونوف | ۳:۵۸         |
| مجموع مدت:   | مجموع مدت:   | مجموع مدت:   | مجموع مدت:     | ۶۹:۰۶        |

| نسخهٔ آلباتروس | نسخهٔ آلباتروس | نسخهٔ آلباتروس | نسخهٔ آلباتروس | نسخهٔ آلباتروس |
| شماره         | نام           | نویسنده(ها)   | تهیه‌کننده(ها) | مدت           |
| ------------- | ------------- | ------------- | ------------- | ------------- |
| ۱۷.           | «آلباتروس»    | سوئیفت دسنر   | سوئیفت دسنر   | ۳:۰۳          |
| مجموع مدت:    | مجموع مدت:    | مجموع مدت:    | مجموع مدت:    | ۶۸:۱۱         |

| نسخهٔ بولتر | نسخهٔ بولتر | نسخهٔ بولتر  | نسخهٔ بولتر    | نسخهٔ بولتر |
| شماره      | نام        | نویسنده(ها) | تهیه‌کننده(ها) | مدت        |
| ---------- | ---------- | ----------- | ------------- | ---------- |
| ۱۷.        | «بولتر»    | سوئیفت دسنر | سوئیفت دسنر   | ۳:۵۸       |
| مجموع مدت: | مجموع مدت: | مجموع مدت:  | مجموع مدت:    | ۶۹:۰۶      |

| نسخهٔ پیش‌نویس | نسخهٔ پیش‌نویس | نسخهٔ پیش‌نویس | نسخهٔ پیش‌نویس  | نسخهٔ پیش‌نویس |
| شماره        | نام          | نویسنده(ها)  | تهیه‌کننده(ها) | مدت          |
| ------------ | ------------ | ------------ | ------------- | ------------ |
| ۱۷.          | «پیش‌نویس»    | سوئیفت       | سوئیفت دسنر   | ۳:۴۴         |
| مجموع مدت:   | مجموع مدت:   | مجموع مدت:   | مجموع مدت:    | ۶۸:۵۲        |

توضیحات
- ^[a]  نشان‌دهندهٔ تهیه‌کنندهٔ آواز

## جدول‌ها

### جدول‌های هفتگی
| جدول (۲۰۲۴)                                                    | بالاترین جایگاه |
| -------------------------------------------------------------- | --------------- |
| آلبوم‌های استرالیایی (ای‌آرآی‌ای)                                 | ۱               |
| آلبوم‌های اتریشی (آلبوم‌های او۳)                                 | ۱               |
| آلبوم‌های بلژیکی (اولتراتاپ فلاندرز)                            | ۱               |
| آلبوم‌های بلژیکی (اولتراتاپ والونیا)                            | ۱               |
| آلبوم‌های کانادایی (بیلبورد)                                    | ۱               |
| آلبوم‌های بین‌المللی کرواسی (HDU)                                | ۱               |
| آلبوم‌های چک (سی‌ان‌اس آی‌اف‌پی‌آی)                                  | ۱               |
| آلبوم‌های دانمارکی (هیت‌لیستن)                                   | ۱               |
| آلبوم‌های هلندی (جدول‌های هلند)                                  | ۱               |
| آلبوم‌های فنلاندی (جدول رسمی فنلاند)                            | ۲               |
| آلبوم‌های فرانسوی (اس‌ان‌ئی‌پی)                                    | ۱               |
| آلبوم‌های آلمانی (۱۰۰ آلبوم برتر رسمی)                          | ۱               |
| آلبوم‌های مجارستانی (ماهاز)                                     | ۱               |
| آلبوم‌های ایسلند (Plötutíðindi)                                 | ۱               |
| آلبوم‌های ایرلندی (شرکت جدول‌های رسمی)                           | ۱               |
| آلبوم‌های ایتالیایی (فیمی)                                      | ۱               |
| آلبوم‌های ترکیبی ژاپن (اوریکون)                                 | ۴               |
| آلبوم‌های برتر ژاپن (بیلبورد ژاپن)                              | ۵               |
| آلبوم‌های لیتوانیایی (AGATA) دپارتمان شاعران رنج‌کشیده: آنتولوژی | ۳               |
| آلبوم‌های لیتوانیایی (AGATA)                                    | ۴               |
| آلبوم‌های نیوزیلندی (آرام‌ان‌زد)                                  | ۱               |
| آلبوم‌های نروژی (وی‌جی-لیستا) دپارتمان شاعران رنج‌کشیده: آنتولوژی | ۱               |
| آلبوم‌های لهستانی (ZPAV)                                        | ۱               |
| آلبوم‌های پرتغالی (ای‌اف‌پی)                                      | ۱               |
| آلبوم‌های اسکاتلندی (شرکت جدول‌های رسمی)                         | ۱               |
| آلبوم‌های اسلواکی (ČNS IFPI)                                    | ۱               |
| آلبوم‌های اسپانیایی (پروموزیکای)                                | ۱               |
| آلبوم‌های سوئدی (برترین‌های سوئد)                                | ۱               |
| آلبوم‌های سوئیسی (جدول موسیقی سوئیس)                            | ۱               |
| آلبوم‌های بریتانیا (شرکت جدول‌های رسمی)                          | ۱               |
| بیلبورد ۲۰۰ ایالات متحده                                       | ۱               |